# موتور دادشاه بامری
موتور موسی بامری یا جهانگیرآباد روستایی در دهستان جلگه چاه هاشم بخش جلگه چاه هاشم شهرستان دلگان استان سیستان و بلوچستان ایران است.

## جمعیت
بر پایه سرشماری عمومی نفوس و مسکن در سال۱۴۰۱ جمعیت این روستا ۳۲ نفر (۵خانوار) بوده‌است.